# Schwertfegergasse

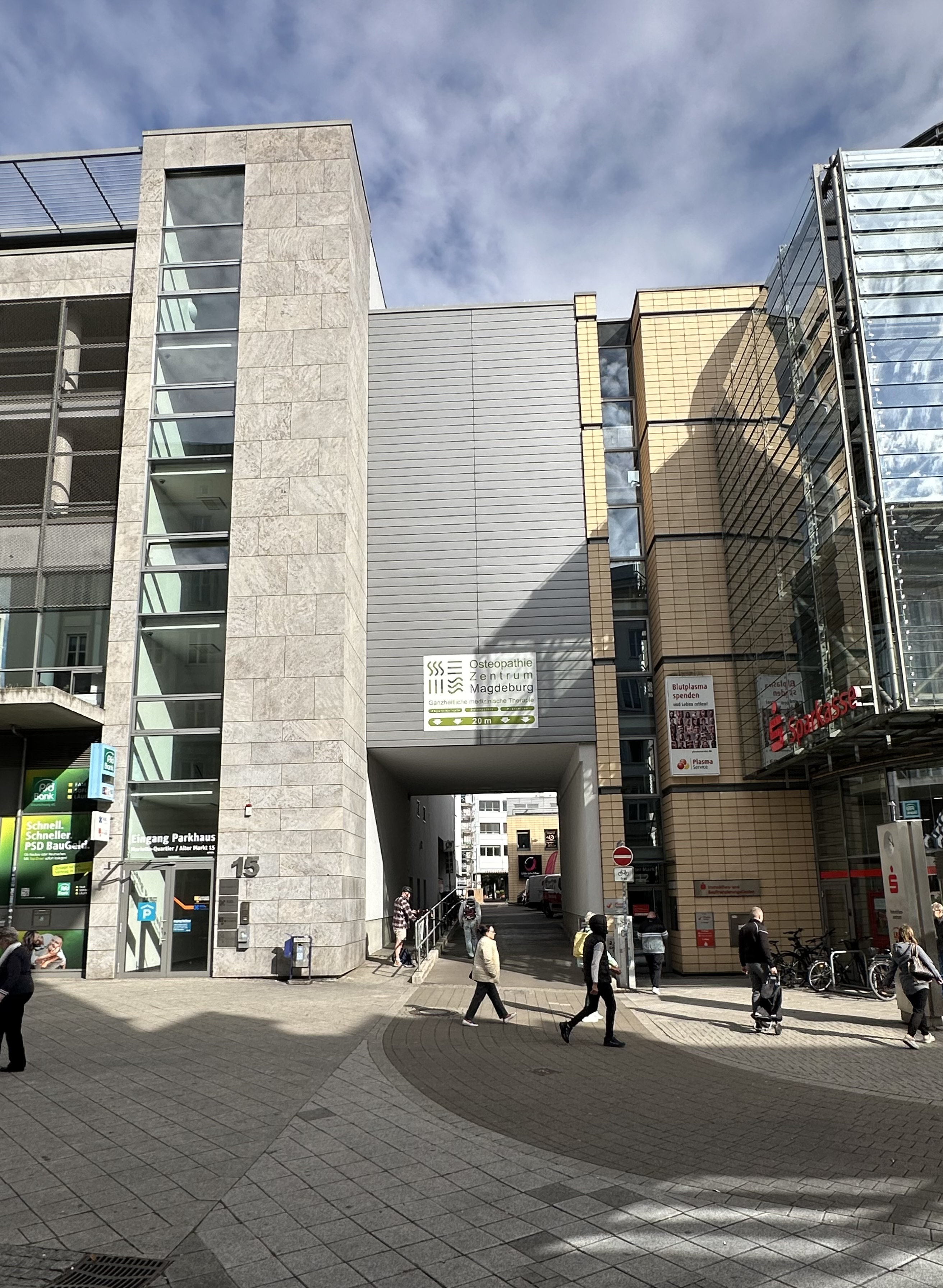
Blick von Süden auf den Durchgang zur Schwertfegergasse, 2024

Die Schwertfegergasse ist eine Straße in Magdeburg in Sachsen-Anhalt.

## Lage und Verlauf
Die Straße befindet sich im Zentrum der Magdeburger Altstadt. Sie geht vom westlichen Teil des Alten Markts nach Norden ab und mündet in die Julius-Bremer-Straße. Sowohl der Zugang von Süden als auch von Norden führt durch Gebäudedurchfahrten. Westlich verläuft der Breite Weg, östlich die Buttergasse parallel.
Aktuell bestehen keine Hausnummern. Die angrenzenden Häuser gehören zum Alten Markt oder zum Breiten Weg. Allerdings werden zum Teil nicht amtliche Hausnummern verwandt. 
Historisch begann die Nummerierung mit der Nummer 1 etwa mittig auf der Ostseite, nördlich der einen kleinen Platz bildenden Einmündung der Straße Katzensprung. Von dort lief die Nummerierung auf der Ostseite aufsteigend nach Norden, bis nach der Nummer 9 von Osten die Apfelstraße einmündete. Ihr Verlauf entspricht grob der heutigen Julius-Bremer-Straße. Nordwestlich hiervon, als Eckhaus zum Ratswaageplatz, befand sich die Nummer 10. Die Nummerierung verlief von dort aus auf der Westseite nach Süden, bis zur Nahe am Alten Markt befindlichen Nummer 21. Die Nummer 22 befand sich dann auf der Ostseite und nahm dort den gesamten Bereich zwischen Altem Markt und Katzensprung ein.

## Geschichte
Noch bis zum Jahr 1808 hatten die verschiedenen Teile der Straße unterschiedliche Namen. Der nördliche Teil der Straße, zwischen dem kleinen Platz am Katzensprung und der Apfelstraße hieß Schwertfegen. Dieser Name wird erstmalig 1552 urkundlich erwähnt. Der kleine Platz war vermutlich entstanden, da sich hier, etwa zwischen Buttergasse und Schwertfegen, ein Tor in der ottonischen Stadtmauer befand. Der Name geht auf den Umstand zurück, dass hier die Schwertfeger wohnten. Zum Teil wurde aus dem gleichen Grund auch der Name in den Kleinschmieden genutzt. Die Schwertfeger gehörten zur Schmiedeinnung. Die Bezeichnung Schwertfegen wurde zeitweise jedoch auch für umliegende Bereiche wie die Buttergasse, den westlichen Teil des Katzensprungs und die Straße Hinter der Wage verwendet. Der südliche Teil der heutigen Schwertfegergasse hieß hingegen Saugasse. Auch hier erfolgte die erste urkundliche Erwähnung 1552. Im 17. Jahrhundert wurde kein Name für die Straße erwähnt, wohl weil nur Hinterhäuser an die Straße grenzten. Von 1730 bis 1807 wurde dann für den südlichen Abschnitt durchgängig der Name Saugasse verwandt. Der Name geht wohl darauf zurück, dass in diesem Bereich an Markttagen Schweine verkauft worden. Wohl unrichtig sind Annahmen, die ein Haus Zur Sau als namengebend vermuten. Das Gebäude wurde nur einmal im Mittelalter erwähnt und gehörte zu weiter entfernten Jakobipfarre. 1808 wurden beide Straßenteile unter dem Namen Schwertfegerstraße.
Während des Zweiten Weltkriegs wurde der Bereich stark zerstört. Im Zuge des sich in der Zeit der DDR nicht an die gewachsene Stadtstruktur haltenden Wiederaufbaus der Stadt, wurde die Schwertfegerstraße aufgegeben und überbaut. Die ursprünglich von Osten einmündende Straße Katzensprung wurde deutlich verkürzt, so dass sie nicht mehr bis zum Bereich der Schwertfegerstraße reicht.
Ab 2002 wurde der Bereich dann neu bebaut, wobei die ursprüngliche Wegebeziehung wieder entstand. Auf der Ostseite der Gasse entstand dabei die Markthalle Magdeburg, deren Keller das historische Gewölbe der Halle an der Buttergasse einnimmt. Auf der Westseite entstand das Geschäftshaus Breiter Weg, dessen rückwärtige Zuwegung über die Schwertfegergasse erfolgt. Eine Wiederbenennung der Straße unterblieb jedoch. Im Jahr 2004 gab es eine Initiative der Ratsfraktion Bündnis 90/Die Grünen zur Wiederbenennung mehrerer historischer Wegebeziehungen, darunter auch der Schwertfegerstraße. Während andere Wiederbenennungen 2005 vorgenommen wurden, blieb die Straße zunächst weiter unbenannt. 2006 wurde dann jedoch seitens der Stadtverwaltung eine Drucksache zur Benennung als Schwertfegerstraße in den Stadtrat eingebracht. Am 1. Juni 2006 erfolgte die Abstimmung, wobei der Vorschlag zuvor von Schwertfegerstraße in Schwertfegergasse geändert wurde.

## Sage
In der Sage Das brennende Licht am Kak und die Saugasse wird der historische Name des südlichen Abschnitts der Straße, Saugasse, thematisiert. Danach wird ein auf dem Alten Markt versteckter Schatz von einer wilden Sau bewacht, die aus Richtung der Saugasse auf den Alten Markt läuft, woraus sich der Name der Gasse ergeben soll.

## (Historische) Häuser der Schwertfegergasse
Nachfolgend werden die Grundstücke der Schwertfegergasse tabellarisch aufgeführt. Dabei werden sowohl die aktuellen Grundstücke als auch ggf. davon abweichende historische Grundstücke benannt. Soweit diese sich überschneiden, sind sie ungefähr räumlich zugeordnet. Historische Grundstücksnummern sind dabei mit (alt) gekennzeichnet. Da keine aktuelle Nummerierung besteht, wird sich an der historischen Nummerierung orientiert, auch wenn die in der Mitte der Ostseite der Straße begann.
| Hausnummer      | Name                                 | Bemerkungen | Bild |
| --------------- | ------------------------------------ | --- | ---- |
|                 | Einmündung Katzensprung (historisch) | |      |
| 1 (alt)         |                                      | Bis zum Jahr 1698 gehörte das Grundstück zum Katzensprung 13. 1699 veräußerten Wermuths Erben das Haus für 600 Taler an den Klempner Heinrich Schultze, der bis 1720 Eigentümer blieb. |      |
| 2 (alt)         |                                      | 1631 und 1651 gehörte das Grundstück Thomas Weber. Noch im Jahr 1683 war die Stätte, wohl infolge der Zerstörung Magdeburgs im Jahr 1631 wüst. Bis 1708 gehörte sie mit zur benachbarten Nummer 1. In diesem Jahr veräußerte Heinrich Schultze das Haus für 300 Taler an den Posamentierer Johann Christoph Krüger. Er blieb bis 1722 Eigentümer. |      |
| 3 (alt)         |                                      | 1631 gehörte das Haus den Erben des Bortenmachers Johann Lorenz. Im Jahr 1651 war der Kannengießer Johann Lorenz Eigentümer, 1662 dann seine Erben. Zu diesem Zeitpunkt war das Grundstück, wohl noch infolge der Zerstörung der Stadt im Jahr 1631, wüst. 1671 bebaute der Kammmacher Kaspar Leißner die Stelle neu. Von seinen Erben erwarb 1693 der Kammmacher Michael Hahn das Haus für 635 Taler. Er blieb bis 1721 Eigentümer. |      |
| 4 (alt)         |                                      | Im Jahr 1631 war Anton Zahn senior Eigentümer des Hauses, 1651 wurde Anton Zahn junior geführt. Dessen Erben veräußerten die Stätte 1657 für 100 Taler an Abraham Gansauge. Im Jahr 1671 war Jakob Fürchtenichts Eigentümer eines neu errichteten Hauses. 1683 und auch noch 1694 war der Schlosser Hans Christoph Beyer Eigentümer. Von seinen Erben erwarb es 1696 für 480 Taler Leonhard Batge, der bis 1757 Eigentümer blieb. |      |
| 5 (alt)         |                                      | 1631 und 1657 war Johann Tornau Eigentümer, 1671 dann Dominikus Schulze. Im Jahr 1678 wurde das Grundstück als wüst bezeichnet und gehörte Christian von der Brücke. 1687 erwarb der Kürschner Christoph Spiegel die Stelle für 46 Taler. Er bebaute das Grundstück neu und wurde zuletzt 1706 erwähnt. 1720 wurde das Haus vom Kürschner Gottfried Temper für 920 Taler an den Branntweinbrenner Arnd Martin Meyer veräußert. |      |
| 6 (alt)         |                                      | Im Jahr 1631 war die Witwe von Israel Rehm Eigentümerin. 1651 veräußerte Anna Plettner die Stelle für 150 Taler an den Seiler Andreas Reiblein (auch Rebelin) senior. Der Seiler Andreas Rebelin junior verkaufte im Jahr 1678 für 275 Taler das Haus an den Schuster Egid Junge, dessen Erben es 1683 gehörte. Auf sie folgte seine Tochter, die Ehefrau Erdmann Käses. 1689 und 1701 wurde der Hutmacher Hans Melchior Deutschmann als Eigentümer geführt. Ihn beerbte die Ehefrau des Seilers Georg Leißner, die 1706 für 500 Taler an den Hutmacher Peter Götting verkaufte. Er war bis 1720 Eigentümer. |      |
| 7 (alt)         |                                      | 1631 war Christian Schultze Eigentümer des Hauses, 1651 wurde Anton Zahn als Eigentümer geführt. Im Jahr 1666 gehörte das Haus Barbara Krüger, 1683 dann Hans Rautenkranz in Ziepel. Der Seifensieders David Lüder veräußerte das Haus 1689 für 300 Taler an den Böttcher Martin Siegmund. Seine Erben verkauften es dann 1712 für 535 Taler an den Messerschmied Paul de l‘Aubelle (auch Lobel). Seine Witwe blieb bis 1728 Eigentümerin. |      |
| 8 (alt)         | Zu den drei Leuchten                 | 1631 und 1651 war Georg Witzleben Eigentümer. Im Jahr 1661 war das Grundstück, wohl noch infolge der Zerstörung Magdeburgs im Jahr 1631, wüst und gehörte der Witwe des Schusters Christoph Weber. 1683 bestand auf dem Grundstück wieder ein Haus, Eigentümer war Jakob Sölling. 1689 gehörte es dem Goldschmied Martin Grape. Im Jahr 1694 erwarb es der Tischler Franz Nieron (auch Neerong) für 350 Taler von Grapes Witwe. Nierons Erben veräußerten es 1705 für 460 Taler an den Weißhändler Christian Wehrmuth, dem es bis 1726 gehörte. |      |
| 9 (alt)         |                                      | Auf dem Grundstück befand sich ein Backhaus, zu dem als Nebenhaus das Grundstück Apfelstraße 1 gehörte. |      |
| 10 (alt)        |                                      | 1651/1653 war Peter Hörnicke Eigentümer. Im Keller wohnte ein Mieter. Hörnickes Erben veräußerten 1660 die Stätte an David Hörnecke. 1683 wurde Martin Hörnicke als Eigentümer geführt, 1686 dann bereits seine Erben. Der Seifensieder Günzel Brünsel erwarb die Stätte im Jahr 1688. Er kaufte eine benachbarte, zum Grundstück Breiter Weg 66 gehörende Stätte hinzu und bebaute das Grundstück. Zuletzt wurde er 1699 erwähnt. Der neue Ehemann seiner Witwe war der Seifensieder Heinrich Wehmeyer, der 1714 das Haus für 1000 Taler an Daniel Spohn veräußerte, der bis 1741 Eigentümer blieb. |      |
| 11 (alt)        |                                      | In den Jahren 1631 und 1651 war der Schneider Johann Lache Eigentümer. In der Zeit bis 1648 baute Lache wieder auf. 1675 verkauften seine Erben das Haus für 150 Taler an den Schneider Hans Harnischwischer. Er wurde zuletzt 1689 erwähnt. Im Jahr 1699 veräußerte der Leineweber Michael Schmidt das Haus für 280 Taler an den Schneider Christian Schröder. Von ihm erwarb es 1704 für 300 Taler der Hutmacher Hans Andreas Krüger. Er wurde zuletzt 1719 erwähnt. |      |
| 12 (alt)        |                                      | 1631 und 1646 war Moritz von der Brücke (möglicherweise auch vor der Brücke) Eigentümer. Im Jahr 1650 bestand auf dem Grundstück ein Haus. Eigentümer war Christian von der Brücke, dem es auch 1675 gehörte. Von ihm erbte es für 200 Taler 1681 sein Sohn, der Schuster Valentin von der Brücke. Für den gleichen Preis veräußerte er es 1690 an den Schuster Melchior Blanke. Er wurde zuletzt 1705 erwähnt. In den Jahren 1710 und 1716 wurde der Schuster Peter Neteband als Eigentümer geführt. Von seiner Witwe, einer geborenen Lutteroth, erwarb es 1719 für 350 Taler der Schuster Johann Blumenthal. |      |
| 13 (alt)        |                                      | Im Jahr 1631 war Johann Schrader Eigentümer. 1638 veräußerte sein Sohn Johann die Stätte für 140 Taler an Bartel Barnsdorf. Barnsdorf nahm sie als unbebaute Hinterstätte zu seinem Haus Breiter Weg 63. 1710 veräußerte der Eigentümer des Breiten Wegs 63, Ernst Lilie, die Stätte an den Zimmermann Hans Christoph Schmidt für 260 Taler. Schmidt verkaufte ein Haus für 1000 Taler an seinen Sohn, den Kaufmann Hans Christoph Schmidt, der bis 1722 Eigentümer blieb. |      |
| 14 (alt)        |                                      | Noch bis spätestens zum Jahr 1683 gehörte das Grundstück als Hinterhaus zum Grundstück Breiter Weg 62. Zumindest gehörte es dann ab diesem Jahr dem Tischler Christoph Schubert. 1716 und 1719 wurden die Erben des Fleischers Georg Schubert als Eigentümer geführt. 1729 war Peter Jöntsche (auch Jocus bzw. später Jockusch) Eigentümer. In der Schwertfegestraße 14/15 lebte seit etwa 1913 die jüdische Familie Bick. Mutter Helene und die 1934 geborene Tochter Regina werden in der Zeit der nationalsozialistischen Gewaltherrschaft 1942 im KZ Treblinka, der Vater Erich im KZ Auschwitz ermordet. Drei 2015 verlegte Stolpersteine erinnern an sie. Außerdem lebte im Haus seit 1937 auch die Familie Broniatowski. Max Broniatowski war jüdischer Herkunft und nahm sich 1943, aus Angst vor der Deportation in das KZ Auschwitz, das Leben. 2021 wurde auch für ihn ein Stolperstein verlegt. Bereits seit kurz vor dem Ersten Weltkrieg lebte Jenny Korn, ebenfalls jüdischer Abstammung, im Haus. Sie wurde 1942 in das Warschauer Ghetto deportiert und dann im KZ Treblinka ermordet. Auch an sie erinnert ein 2016 gesetzter Stolperstein. |      |
| 15 (alt)        | Zum schwarzen Adler                  | Bis 1692 wurde es zumeist als Hinterhaus des Grundstücks Breiter Weg 62 geführt. Zeitweise, so auch 1683, war es jedoch auch Vorderhaus und das Haus am Breiten Weg das Hinterhaus. 1692 verkaufte Stephan Lentke das Hinterhaus für 500 Taler an den Tuchmacher Hans Bertram. Von seiner Witwe erwarb es 1708 für 575 Taler der Zeugschmied Georg Friedrich Schammer. Er blieb bis 1752 Eigentümer. |      |
| 16 (alt)        |                                      | Das Grundstück gehörte als Hinterhaus zum Breiten Weg 61. |      |
| 17 (alt)        |                                      | Bis 1695 gehörte das Haus als Hinterhaus zum Breiten Weg 59/60. Dessen Eigentümer Mendel veräußerte das Hinterhaus dann in diesem Jahr an den Täschner Christian Hoffmüller, der es 1698 für 440 Taler an den Schuster Hans Müller verkaufte. In späterer Zeit gehörte es Kolonisten, so bis 1759 Thomas Cousse. |      |
| 18 (alt)        |                                      | |      |
| 19 (alt)        |                                      | In der Zeit bis 1688 gehörte das Grundstück als Hinterstelle zum Breiten Weg 58. In diesem Jahr veräußerte Klemens Peters das Hinterhaus für 400 Taler an den Schlosser Christian Walter, der bis 1698 Eigentümer war. Später wurde Johann Friedrich Meinecke als Eigentümer geführt. In der Zeit um 1750 entstanden hier zwei Häuser. In den 1870er Jahren lebte der Hofbeamte und Schriftsteller Hugo Dinckelberg im Haus. |      |
| 20 (alt)        |                                      | Das Grundstück gehörte als Hinterstelle zum Haus Zur güldenen Rose (Breiter Weg 57) und war noch im Jahr 1688 unbebaut. In der Zeit um 1707 veräußerte die Witwe von Engelhard Balhorn, ihr gehörten auch die Nummern Breiter Weg 57 und 58, das Grundstück gemeinsam mit dem Breiten Weg 58 an Christoph Seidel. Zumindest in den 1810er Jahren lebte die Krankenschwester Maria Neide und der Stadtphysikus Friedrich August Neide im Haus. |      |
| 20a (alt)       |                                      | Bis 1715 gehörte es als Hinterhaus zum Breiten Weg 55. In diesem Jahr veräußerte Peter Hintze das Hinterhaus für 240 Taler an den Kürschner Daniel Fels. Im Jahr 1723 erwarb es die Witwe Margarete Sophie Siegler. |      |
| 21 (alt)        |                                      | Das Grundstück gehörte als Hinterhaus zum Breiten Weg 55. Am Grundstück mündete der Brodscharrn ein. |      |
| 22 und 23 (alt) |                                      | 1631 und 1651 war Johann Diesing (auch Düsing) Eigentümer. Danach gelangte es entweder zum Nachbarhaus Alter Markt 27 oder zum Fleischscharrn Alter Markt 26. Im Jahr 1829 bestand noch nur ein Grundstück mit der Nummer 22. 1830 wurde das Grundstück dann in die Nummern 22 und 23 geteilt. |      |